# Juliusburg
Juliusburg er en kommune i det nordlige Tyskland, beliggende i Amt Lütau i den sydøstlige del af Kreis Herzogtum Lauenburg. Kreis Herzogtum Lauenburg ligger i delstaten Slesvig-Holsten.

## Geografi
Juliusburg ligger ca 4 kilometer nord for floden Elben, og fem kilometer nordvest for byen Lauenburg.